# 방이

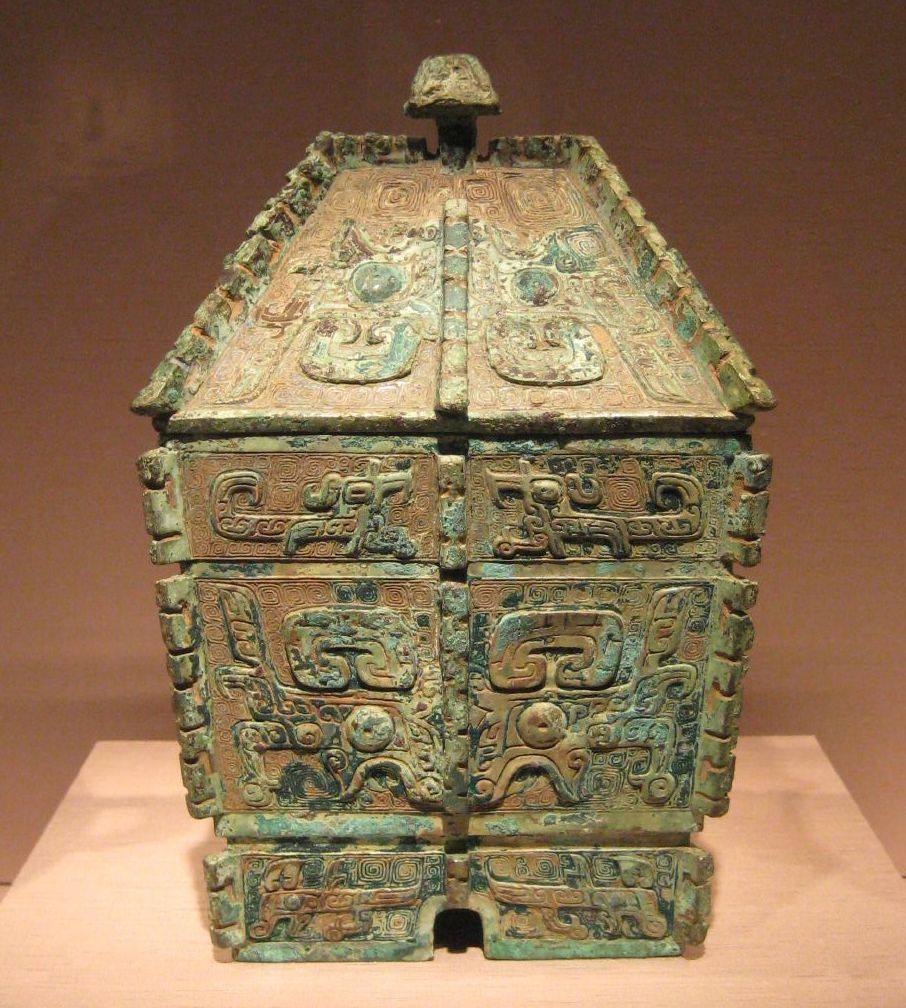

방이(중국어: 方彜)는 상나라와 주나라 초~중기 청동기 시대(1800~900년경 BCE)의 중국의 청동제 주기이다. 사각의 상자형 모양을 하고 있으며 우진각 지붕을 닮은 뚜껑이 있고 주변은 손잡이로 둘러싸고 있다.
신화적 짐승을 표현한 도철 패턴으로 꾸며진 것들이 존재한다.
방이는 신석기의 도자기 그릇에서 진화한 것으로, 상 왕조 기간에 흰 대리석으로부터도 조각되었다.